# 忍 3D
《忍 3D》是Griptonite Games開發並且由世嘉發行，於2011年11月17日在任天堂3DS上所推出的動作遊戲。Metacritic給該作品打的分數為69分。GamesTM則認為該遊戲想要通關其實很困難。

## 外部連結
- （日語）《忍 3D》官方網站